# The Mountain Institute
Il The Mountain Institute (solitamente abbreviato in TMI) è un'organizzazione internazionale senza scopo di lucro dedicata alla protezione delle montagne del mondo attraverso la conservazione degli ecosistemi montani e il rafforzamento delle popolazioni delle comunità montane. Il The Mountain Institute ha sede a Washington e gestisce uffici regionali nelle Ande, negli Appalachi e in Himalaya. Rispettivamente, queste sono le catene montuose più lunghe, più antiche e più alte del mondo.

## Storia
Il The Mountain Institute è stato fondato nel 1972 come Woodlands & Whitewater Institute a Cherry Grove da Daniel C. Taylor e King Seegar. L'obiettivo dell'organizzazione era quello di facilitare la condivisione delle attività dei bambini con i genitori, sperimentando insieme l'avventura e sviluppando relazioni che li avrebbero sostenuti e guidati attraverso l'adolescenza. Woodlands è stato progettato come una "famiglia equivalente alla Outward Bound e alla National Outdoor Leadership School" con corsi che hanno riunito padri e figli e padri e figlie per l'arrampicata su roccia, speleologia, escursioni, pesca con la mosca, fotografia, falconeria e capacità di sopravvivenza. Queste escursioni si sono basate sul Spruce Knob Mountain Center, un tratto di terra di 400 acri a ridosso della Monongahela National Forest sul lato ovest della Spruce Mountain in Virginia Occidentale.
Nel 1973, il lavoro dell’organizzazione si è esteso alla formazione esperienziale e di leadership per i giovani. Il primo corso scolastico generato da tale visione è stato inserito nel programma della Friends School of Baltimore, di cui i fondatori del The Mountain Institute sono ex allievi. Successivamente venne adottato anche dalla St. Paul's School for Girls, i fondatori lavorarono presto con diverse scuole nelle aree di Baltimora, Washington, Pittsburgh e New York. Questi corsi scolastici divennero rapidamente la nicchia dell’organizzazione nel mondo dell'educazione esperienziale e lo sono ancora oggi.
Il The Mountain Institute è diventata un'organizzazione internazionale nel 1987, quando ha contribuito alla creazione del parco nazionale del Makalu-Barun in Nepal e dell'adiacente riserva naturale nazionale di Qomolangma nella regione autonoma del Tibet in Cina. A quel tempo, l'organizzazione cambiò il suo nome in "Woodlands Mountain Institute" per riflettere il suo ampio lavoro nelle catene montuose del mondo. Il termine "Woodlands" venne successivamente abbandonato.

## Ande
Il programma delle Ande è iniziato nel 1996, poiché i grandi progetti minerari e idroelettrici e il forte aumento del turismo hanno coinciso con un rapido declino dei mezzi di sussistenza tradizionali all'interno delle comunità locali. Il conseguente conflitto tra sviluppo e culture tradizionali non solo ha esacerbato le sfide economiche affrontate delle popolazioni locali, ma ha anche accelerato il deterioramento degli ecosistemi montani locali.
Per affrontare questi problemi, il The Mountain Institute ha sviluppato progetti globali a livello di comunità per dimostrare il potenziale di diversificazione dei metodi locali di sussistenza attraverso il turismo a livello di comunità e la protezione della biodiversità nei luoghi di maggior crisi. Il programma è cresciuto negli ultimi 15 anni e l'Instituto de Montaña è ora riconosciuto come una delle principali ONG in Perù.

## Appalachi
Il programma degli Appalachi si concentra sullo sviluppo di una comprensione e apprezzamento per la complessa interazione tra comunità, cultura e conservazione attraverso l'educazione e iniziative comunitarie sostenibili.

## Himalaya
Il The Mountain Institute è stato coinvolto in una varietà di programmi di conservazione e comunitari in Himalaya a partire dal 1987.
Tra questi programmi c'è il programma Piante medicinali e aromatiche (Medicinal and Aromatic Plants – MAPs), in cui l’organizzazione lavora con i contadini del sacro paesaggio himalayano insegnando loro a coltivare piante medicinali, formando oltre 16 000 persone dal 2001 ad oggi.

## Premi
La divisione delle Ande del The Mountain Institute ha vinto, nel 2018, il premio St. Andrews per l'ambiente (St. Andrews Prize for the Environment).